# Ivar Lindestad
Johan Ivar Lindestad, född Ivar Karlsson 9 mars 1899 i By församling, död 10 oktober 1980 i Västanfors församling,, var en svensk sångförfattare, personalchef vid Fagersta Bruk samt aktiv inom pingströrelsen. Han har gav ut omkring 150 sånger. Han översatte till svenska många av de sånger som Einar Ekberg hade i sin Amerika-repertoar.
Lindestad var från 1924 gift med Rut Margareta Lindestad (1899–1984).

## Sånger i urval
- En dag fick jag nåd att lämna
- Gud ger mera nåd
- Jesus intog mitt hjärta
- Ovan där